# Championnat de Tunisie masculin de handball 1977-1978
Navigation
Saison précédente Saison suivante
La saison 1977-1978 du championnat de Tunisie masculin de handball est la 23e édition de la compétition.
Disputée en deux poules de dix clubs chacune, avec la qualification des deux premiers au tournoi final, elle consacre à nouveau l'Espérance sportive de Tunis (EST) et le Club africain dans leurs poules respectives. Les deux clubs tunisois ont renforcé leurs rangs par des recrutements et par l'intégration de jeunes joueurs. L'EST, qui a failli trébucher la saison précédente et qui a perdu Mounir Jelili, a recruté les internationaux Mohamed Klaï alias Lassoued qui évoluait en Allemagne, Ridha Zitoun (ancien Association sportive de handball de l'Ariana) ainsi que Mondher Landoulsi et lancé les jeunes Mohamed Jouini et Lotfi Tabbiche, alors que le Club africain a recruté Lotfi Rebaï (ancien Widad athlétique de Montfleury) et Meftah Hajria (ancien Sogitex sportif de Moknine) et lancé les frères Khemais et Zouhair Bouterâa. Mais l'EST, en réussissant sa cinquième saison d'invincibilité, écarte son rival en demi-finale de la coupe de Tunisie et en finale du championnat ; il s'agit de son huitième championnat consécutif et du septième doublé championnat-coupe. La Jeunesse sportive kairouanaise, qui a bénéficié d'un tirage au sort très clément, dispute la finale mais ne résiste pas face au vainqueur (13-26). 
Les derniers des deux poules, la Jeunesse sportive omranienne et le Sogitex Ben Arous, rétrogradent en division d'honneur.

## Clubs participants
| - Espérance sportive de Tunis - Club africain - Club sportif de Hammam Lif - El Makarem de Mahdia - Sogitex sportif de Moknine - Association sportive d'Hammamet - Zitouna Sports - Association sportive des PTT - Association sportive de handball de l'Ariana - Stade nabeulien | - Stade tunisien - Union sportive monastirienne - Jeunesse sportive omranienne - Sogitex Ben Arous - Widad athlétique de Montfleury - Étoile sportive du Sahel - Jeunesse sportive kairouanaise - El Baath sportif de Béni Khiar - Club athlétique bizertin - Club sportif sfaxien |

## Compétition
Le barème de points servant à établir le classement se décompose ainsi :
- Victoire : 3 points
- Match nul : 2 points
- Défaite : 1 point
- Forfait et match perdu par pénalité : 0 point